# Nasir Kazmi
Syed Nasir Raza Kazmi (Ambala, 8 dicembre 1925 – Lahore, 2 marzo 1972) è stato un poeta pakistano.

## Biografia
Kazmi ebbe avuto sua istruzione elementare a Ambala, e poi andò a Islamia College, Lahore. Tornò a Ambala nel 1945, e nel 1947 quando inglesi divisero sub-continente migrò a Pakistan, iniziò a lavorare come editore del giornale Auraq-e-Nau a Lahore.
Kazmi iniziò scrivere poesia nel 1940, seguì lo stile di Akhtar Sherani (1905–1948) e scrisse poesie romantiche e sonetti. Più avanti iniziò scrivere ghazal traendo consigli dal suo maestro Hafiz Hoshyar Puri. Era un grande ammiratore del Mir Taqi Mir, in effetti si vede un elemento melanconico nella sua poesia cioè l'ispirata dal stilo di Mir.

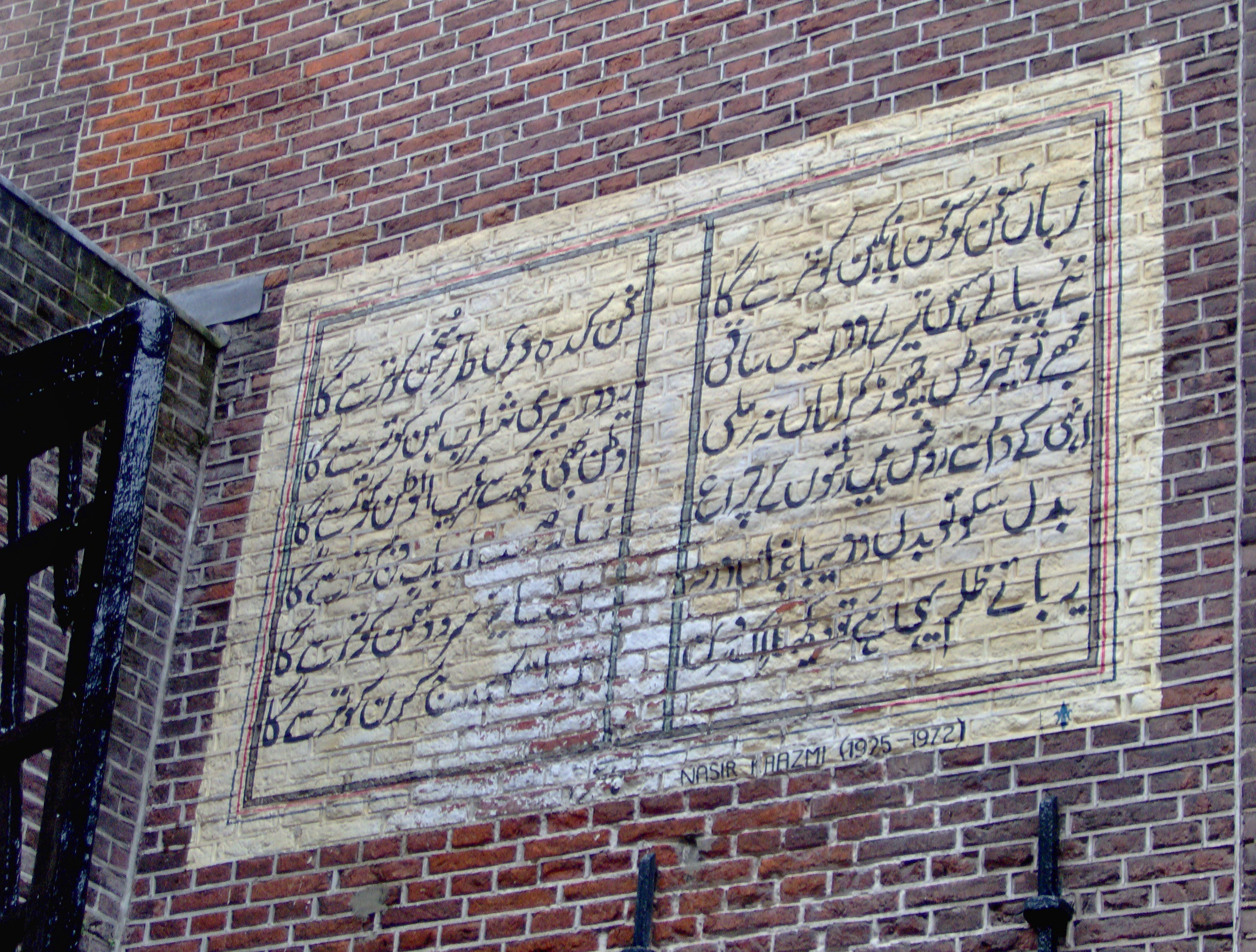
Poesia di Nasir Kazmi La lingua brama il dono del discorso scritta su un muro in Olanda.

Kazmi è uno dei fondatori del ghazal, scrisse numerosi ghazal che sono stati interpretati e cantati nelle film e serie, in India e Pakistan. È considerato uno tra i più significativi poeti della letteratura urdu.

## Libri
Alcune delle suoi libri delle poesie pubblicate sono:
- Berg-i-Nai (1952),
- Diwan e Nasir (1972) ,
- Pehli Baarish (1975),
- Nishat-i-Khwab (1977)
- Kulliyat e Nasir (2006)[6]
- Hijr Ki Raat Ka Sitara (2013)

Molti dei suoi libri sono stati pubblicati postumi. Berg-i-Nai e Diwan sono stati pubblicati durante la sua vita.